# 알쇼르타 SC (시리아)
알쇼르타(아랍어: نادي الشرطة الرياضي)는 다마스쿠스를 연고로 하는 시리아의 축구단이다. 현재 시리아 프리미어리그에 참가하고 있다.

## 우승
- 시리아 프리미어리그: 1980, 2012
- 시리아컵: 1966, 1968, 1980, 1981

## 선수 명단

### 현역
참고: FIFA 자격 규정에 따라 소속된 국가대표팀 국기를 표시합니다. 선수는 복수의 FIFA 비회원국 국적을 가지고 있을 수 있습니다.
| 번호 | 포지션 | 국적 | 이름 |
| ---- | ------ | ---- | ---- |

| 번호 | 포지션 | 국적 | 이름 |
| ---- | ------ | ---- | ---- |